# Zigarettenfabrik Jasmatzi

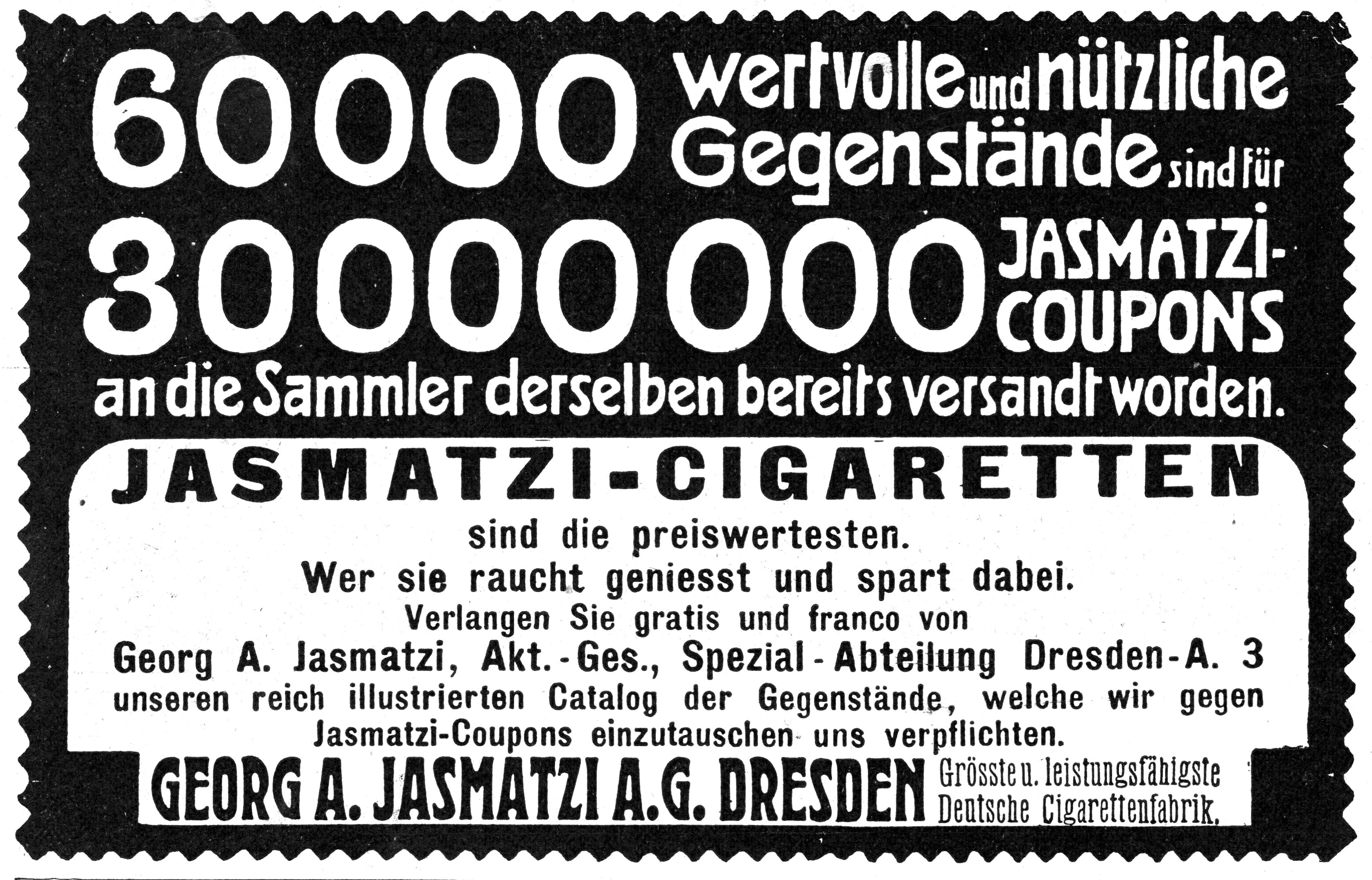
Anzeige aus dem Jahr 1904

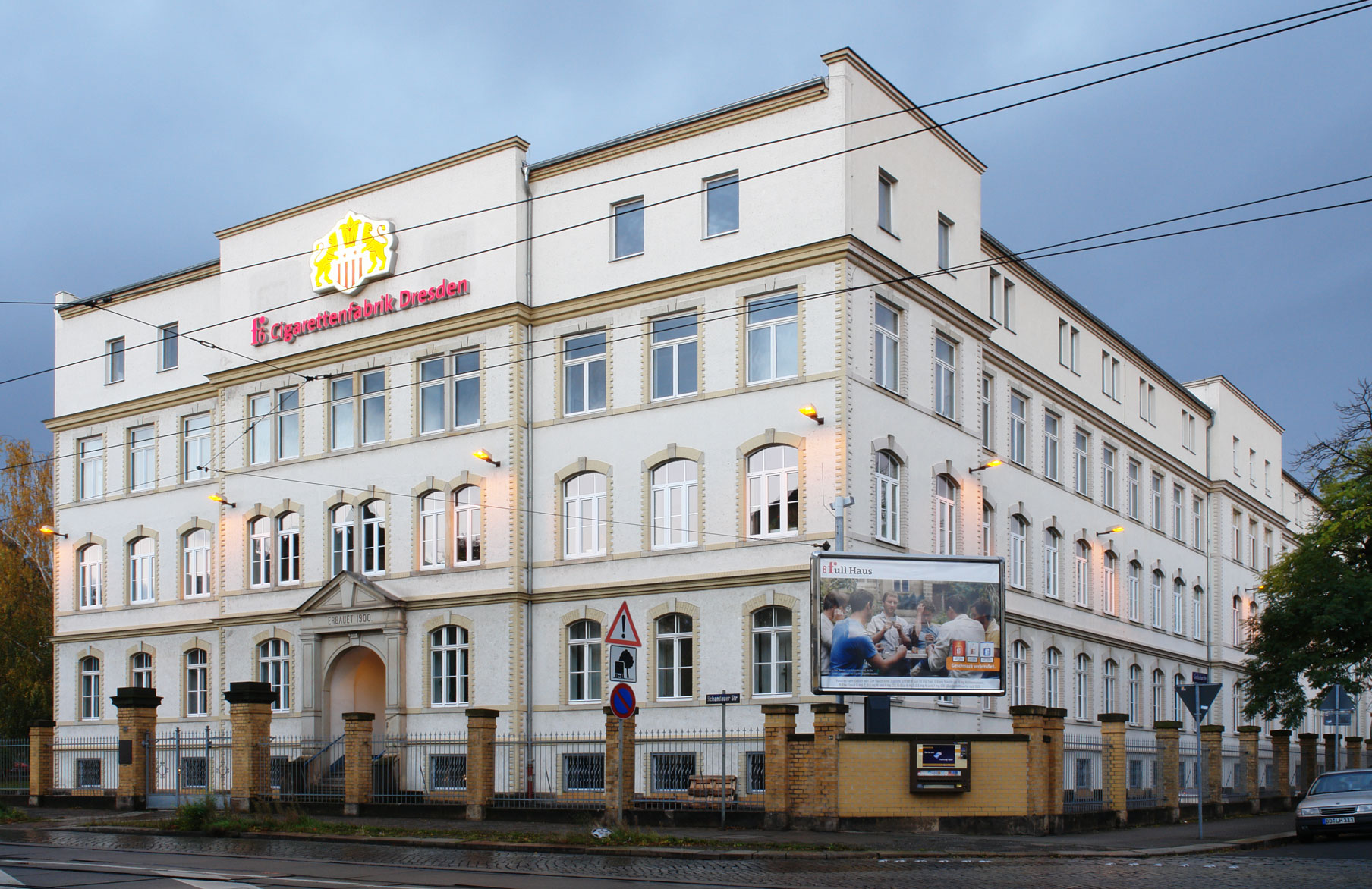
Hauptwerk Dresden von 1900

Mit Zigarettenfabrik Jasmatzi wird zum einen ein ehemaliges Dresdner Unternehmen, die Georg A. Jasmatzi AG (nach 1945 VEB Jasmatzi) bezeichnet. Andererseits ist mit Ehemalige Zigarettenfabrik Jasmatzi ein unter Denkmalschutz stehendes Gebäude in Dresden-Striesen gemeint. Unternehmen und Gebäude gehörten nach 1945 zum VEB Vereinigte Zigarettenfabriken Dresden (VEB VEZIFA), 1958 ging der VEB Jasmatzi endgültig darin auf. Das Gebäude wurde als Werk I des VEB, nach 1990 Vereinigte Zigarettenfabriken Dresden GmbH, genutzt. Das Unternehmen wurde schließlich zur f6 Cigarettenfabrik Dresden GmbH, einer Tochtergesellschaft des Philip-Morris-Konzerns, die das Gebäude als Hauptproduktionsgebäude nutzt.

## Geschichte

### Georg A. Jasmatzi AG
1880 gründete der aus Griechenland stammende Georg Anton Jasmatzi, der seit 1868 als Werkmeister bei der Zigarettenfabrik Compagnie Laferme beschäftigt war und sich dann selbstständig machte, ein kleines Handwerksunternehmen. Zunächst als Verkäufer von selbst hergestellten Zigarren tätig, erwarb er 1889 in Dresden ein Grundstück an der Blasewitzer Straße. 1900 errichtete er ein Produktionsgebäude auf dem Grundstück Schandauer Straße 68. Mit dem Ergänzungsbau an der Glashütter Straße wurde das Unternehmen das bedeutendste Striesener Tabakunternehmen.
Das auf dem Grundstück Glashütter Straße 94 stehende Fabrikgebäude mit historistischen Stilelementen wurde 1900 nach Plänen des Dresdner Architekturbüros Rose & Röhle errichtet. Über die Straße führt ein doppelstöckiger Brückenbau zum streng gegliederten, 1912 von Lossow und Kühne errichteten Neubau mit hohem Mansardwalmdach.
Jasmatzi exportierte Zigaretten der Marken „Cheops“, „Sphinx“ und „Ramses“ weltweit.
1901 wandelte Jasmatzi sein Unternehmen in eine Aktiengesellschaft unter der Firma Georg A. Jasmatzi AG um, wobei er alleiniger Unternehmensleiter blieb, obwohl die American Tobacco Mehrheitsaktionärin war. Diese war mit einem Kapital von 10 Millionen Mark die größte Kapitalgesellschaft der Tabakindustrie in Deutschland. Als American Tobacco 1901 Jasmatzi gegen dessen Willen das alleinige Zeichnungsrecht entzog und ihm einen Vorstand zu Seite stellte, schied er 1902 aus dem Unternehmen aus. 1903 wurde Ernst Gütschow Vorstandsvorsitzender und Generaldirektor.

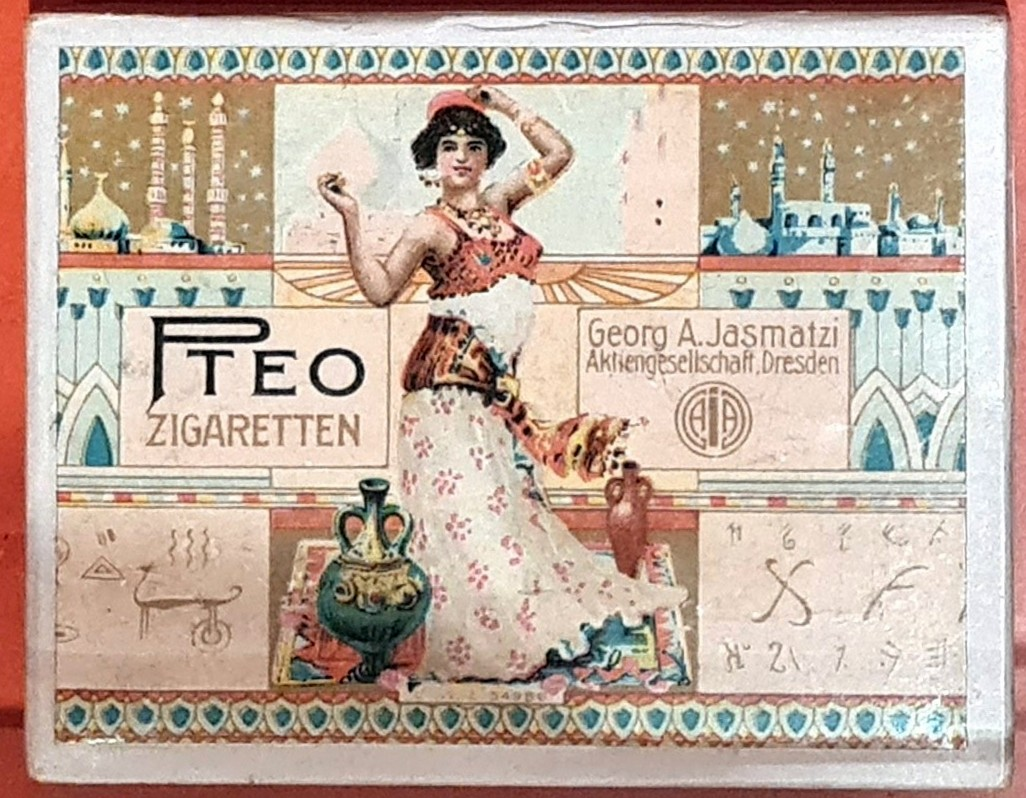
„Pteo“ Zigaretten der Georg A. Jasmatzi AG (um 1920)

Die Georg A. Jasmatzi AG selbst kam jedoch 1915 in den Besitz der Deutsche Bank AG und entwickelte sich zum Konzern. Bis 1925 erwarb dieser u. a. folgende andere Zigarettenfabriken:
- Josetti Cigarettenfabrik, Berlin (Übernahme 1905; Markennamen Juno neben Eljen und Vera)
- Constantin Cigarettenfabrik, Hannover (Marke „Ernst August“)
- Constantin Cigarettenfabrik, Dresden (Marke „Constantin No. 23“)
- Tabak- und Cigarettenfabrik Sulima, Dresden (Marke „Piaster No. 8“)
- Sarasvati GmbH, Dresden (Marke „Obak“)
- Adler Compagnie Cigarettenfabrik (Marke „Henny“ an Sarasvati GmbH)
- Delta Cigarettenfabrik GmbH, Dresden (Marke „Atikah“)

1925 schloss die Georg A. Jasmatzi AG einen Interessengemeinschafts-Vertrag mit dem Reemtsma-Konzern ab, der schon bald in eine vollständige finanzielle Abhängigkeit von Reemtsma führte: 1929 übernahm Reemtsma die Markenrechte an JUNO. 1935 wurde Jasmatzi in eine Kommanditgesellschaft (KG) umgewandelt und als Zweigbetrieb von Reemtsma betrieben.
Im Februar 1944 wurde die Zigarettenfabrik auf Weisung von NS-Beamten zum Metallwerk Striesen umfunktioniert, in das sich im November 1944 das Rüstungsunternehmen Bernsdorf & Co. einmietete. Ziel dieses Unternehmens war es, 40 Millionen Geschosskerne pro Monat herzustellen. Schon im Ghetto Litzmannstadt hatte Bernsdorf & Co. große Rüstungsaufträge produzieren lassen, mit der Liquidierung des Ghettos mussten 1944 neue Räumlichkeiten gefunden werden. Zur Durchführung der Produktion wurden Zwangsarbeiter eingesetzt, 500 kamen am 26. November 1944 in Dresden an und wurden in den Büchern des KZ Flossenbürg registriert. Sie mussten unter widrigsten Bedingungen arbeiten. Bis zum Ende des Zweiten Weltkriegs starben mehr als 80 von ihnen.

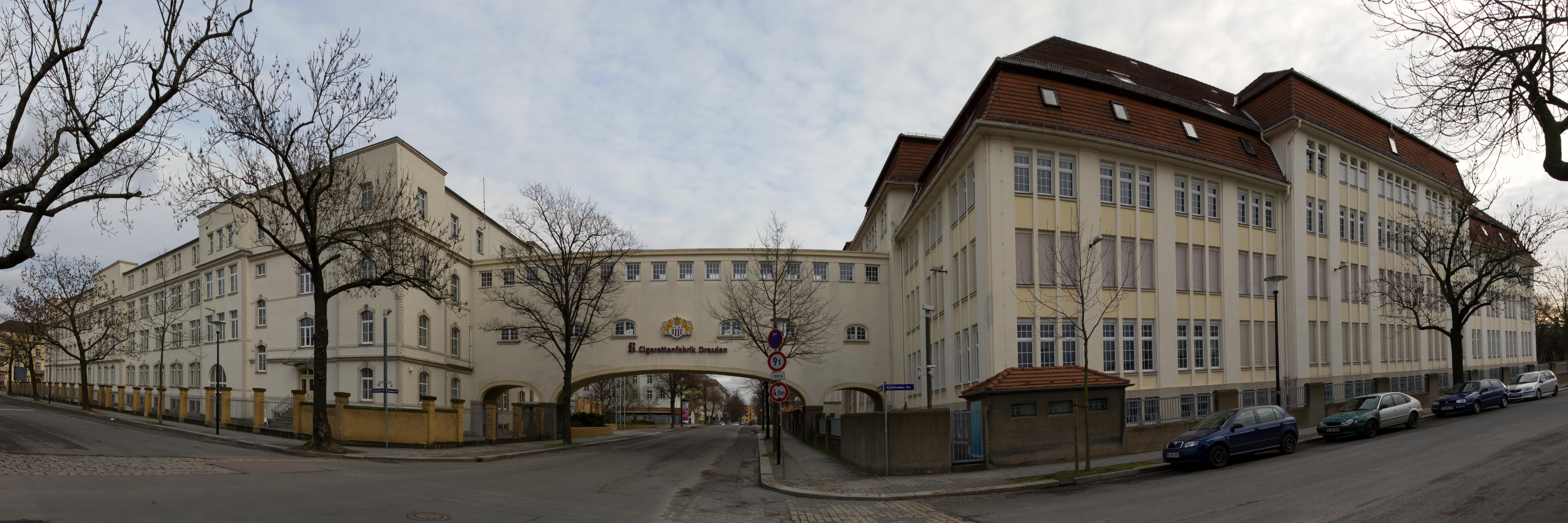
Werk Dresden, Panorama der Westseite: links das Gebäude von 1900, rechts der Bau von 1912, dazwischen ein Straßenübergang
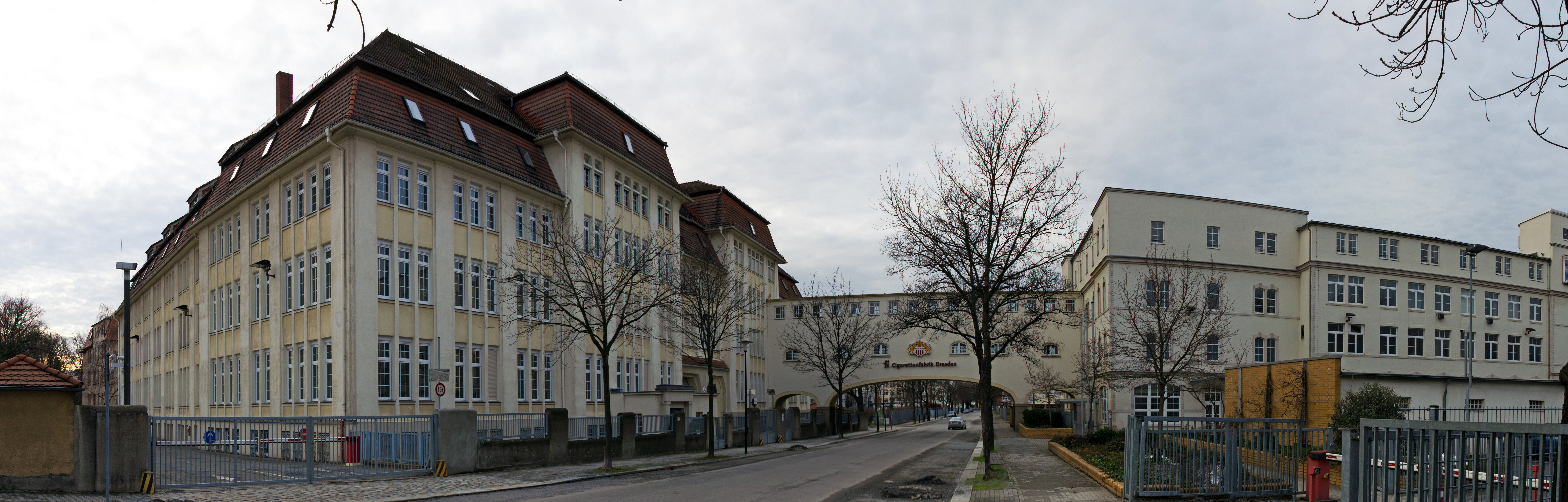
Werk Dresden, Blick von Osten: Portal des Gebäudes von 1912 an der Glashütter Straße
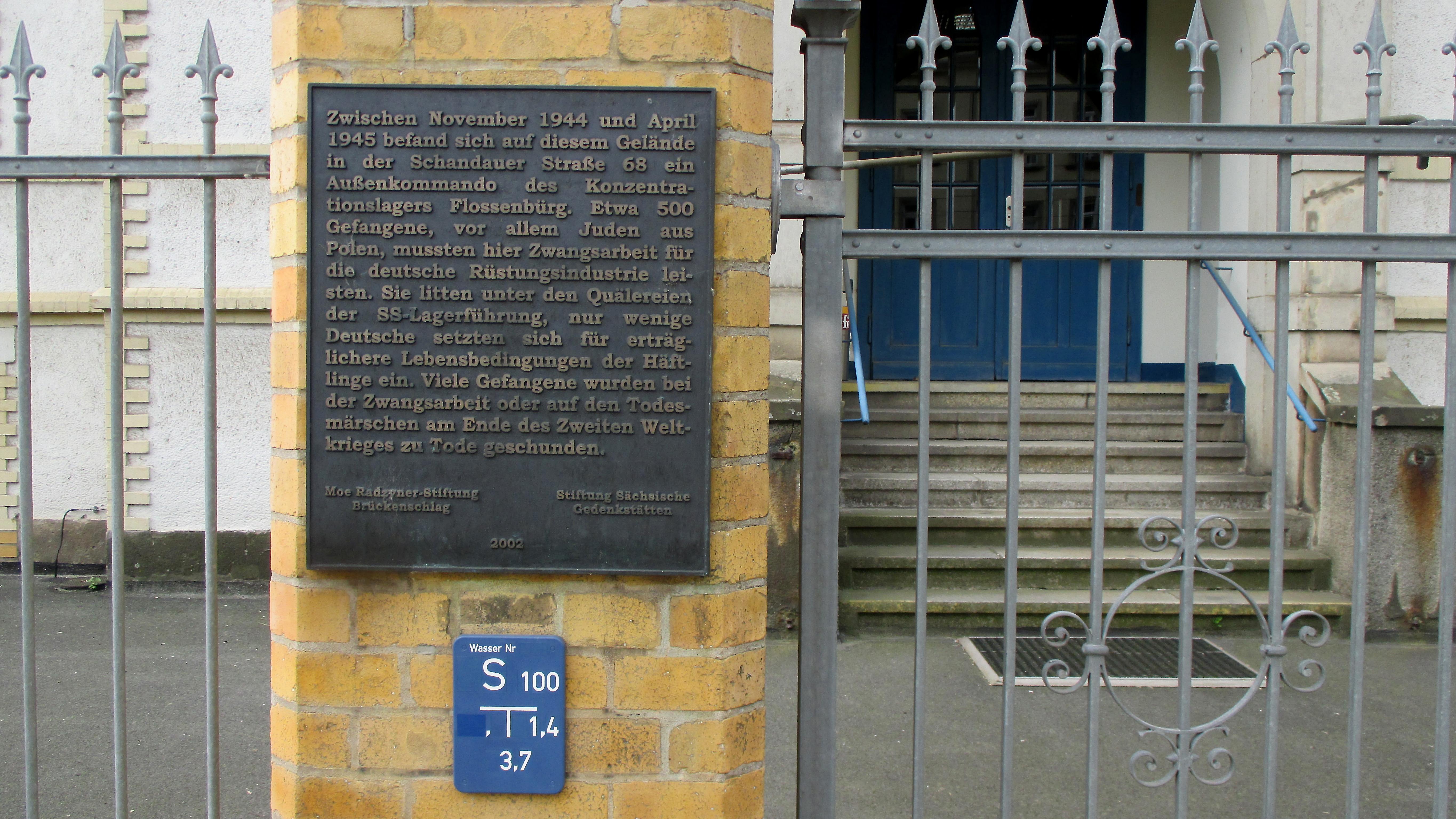
f6 Cigarettenfabrik – Schandauer Straße 68 – Dresden – Gedenkstätte
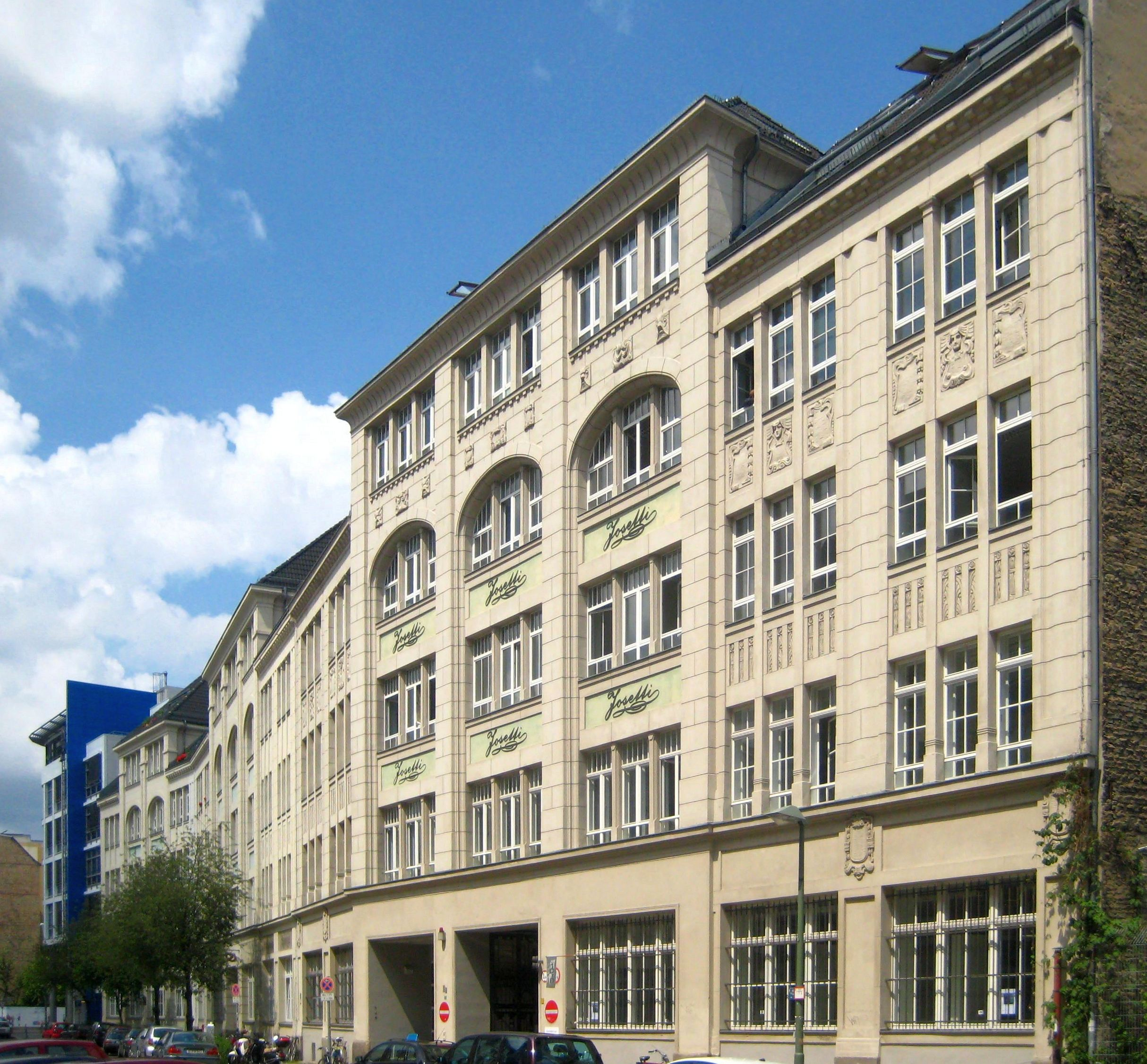
Ehemaliges Gebäude der Zigarettenfabrik Josetti in Berlin, jetzt Josetti Höfe, Rungestraße 22–25, erbaut 1906–1907

### Georg Jasmatzi & Söhne

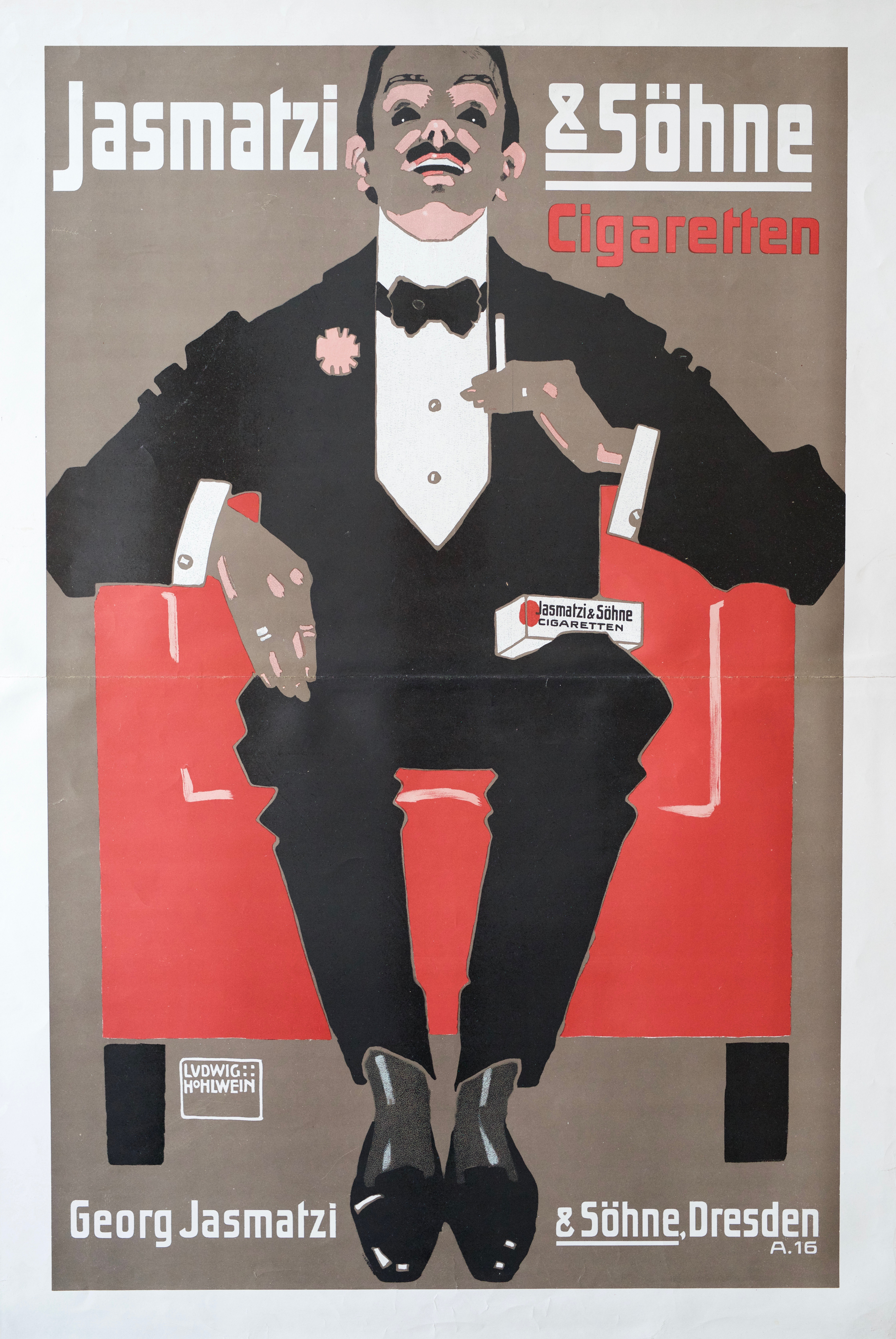
Plakat für Georg Jasmatzi & Söhne, 1913 von Ludwig Hohlwein

Jasmatzi betätigte sich nach seinem Ausscheiden 1901 zunächst mit dem Handel von Rohtabak. 1908 begann er mit der Herstellung von Zigarettenmaschinen und mit einer eigenen Fabrik die Produktion von Zigarettenhülsen. Nach Ablauf seiner vertraglichen Verpflichtung (zehnjährige Sperrfrist), keine eigene Zigarettenproduktion zu betreiben, gründete er schließlich 1911 mit seinen Söhnen Anton Gustav Jasmatzi und Konstantin Jasmatzi die Gesellschaft Georg Jasmatzi & Söhne (Georg A. Jasmatzi and Sons) und produzierte wieder Zigaretten, diese mit den Marken August der Starke, JAS und Kleine JAS.

### Nach 1945
Nach dem Zweiten Weltkrieg wurde die Georg A. Jasmatzi AG auf der Grundlage des Volksentscheides von 1946 enteignet und gemeinsam mit dem ebenfalls enteigneten Unternehmen Georg Jasmatzi & Söhne zum VEB Jasmatzi Dresden verschmolzen, der in den 1950er Jahren unter anderem die Marke Turf produzierte. 1959 wurde der Betrieb den Vereinigten Zigarettenfabriken Dresden zugeordnet und als Werk I dieses VEBs bezeichnet. Das Gebäude der früheren Georg A. Jasmatzi AG wurde Sitz dieses Unternehmens.
Später wurden die Gebäude von der f6 Cigarettenfabrik Dresden GmbH genutzt. Dieses Unternehmen gehört zur Altria Group, zu der seit 2003 alle Tochtergesellschaften des Philip Morris-Konzerns gehören. Ab 2018 wurden die Gebäude durch den Bauträger USD zu Wohnungen umgebaut.
Die Zigarettenfabrik war Teil des Films Karbid und Sauerampfer mit Erwin Geschonneck.

## Sammelobjekte
Die Zigarettenfabrik gab eigene Zigarettenbilder heraus, die dann in gesonderten Alben, jedes mit einem anderen Namen und anderem Thema, gesammelt wurden. Die Alben trugen, im Stil ihrer Zeit, Namen wie Deutsche Kolonien, Hänsom-Filmbilder I bis IV, Ramses-Film-Fotos 1 bis 3, Unsere Marine sowie Unsere Reichsmarine, Bilder aus dem Leben der Matrosen, Deutscher Sport (Vorschau auf 1936), Die Bunte Welt.
Zahlreiche Sachzeugnisse, wie etwa lithografierte Blechschachteln, Notgeldscheine, Aktien, Reklamemarken, Spielkarten und Plakate oder andere Drucksachen, werden noch heute auf dem Sammlermarkt angeboten.

## Archivalien
Im Hauptstaatsarchiv Dresden finden sich unter anderem Dokumente über die Fabriklager Chemnitz, Dresden, Eisenach, Erfurt, Gera, Görlitz, Halle, Leipzig und Stendal; außerdem Archivalien der Dresdner Emballagenfabrik, der Betriebsabteilung Weißeritzstraße, Geschäftsübersichten, Belege des Aufsichtsrats, Urkunden, Akten der Direktion, Verträge, Revisionsberichte, Bilanzen, Steuerunterlagen, Papiere der Interessengemeinschaften und zu Personalangelegenheiten.